# Projet Phoenix
Le Projet Phoenix est un projet du programme SETI créé en 1995 qui avait pour objectif de rechercher une intelligence extraterrestre par l'analyse des caractéristiques de signaux radio. Le projet était géré par l'organisation SETI Institute à Mountain View (Californie) aux États-Unis.

## Historique
Le gouvernement américain finance en 1992 un programme SETI sous le nom NASA Microwave Observing Program (MOP). Un an plus tard le Congrès américain décide de ne plus financer ce programme,. Soutenue par des sources de financement privées, l'organisation SETI Institute décide en 1995 de reprendre le programme sous le nom Projet Phoenix et qui s'inscrit dans la continuité du programme MOP. L'équipe commence à travailler sur ce projet en février 1995. Elle dispose du radiotélescope Parkes situé en Nouvelle-Galles du Sud en Australie, qui est le plus grand de l'hémisphère sud. Puis entre septembre 1996 et avril 1998, l'équipe utilise le National Radio Astronomy Observatory situé à Green Bank, en Virginie-Occidentale aux États-Unis ainsi que celui de Porto Rico, le radiotélescope d'Arecibo.
Plutôt que d'essayer de balayer le ciel tout entier afin de récolter les messages, le projet se concentre sur les systèmes proches qui sont semblables aux nôtres (i.e., celles qui sont les plus susceptibles d'intégrer des planètes aptes à supporter la vie). Cela signifie que le projet se concentre autour de 800 étoiles sur une distance de 240 année-lumière.
Les recherches menées par le projet s'intéressent à des signaux radio de seulement 1 Hz sur une bande de fréquence comprise entre 1,2 GHz et 3 GHz, ce qui représente une large bande passante par rapport à la plupart des recherches effectuées par le SETI.

## Résultats
Entre le début des observations en février 1995 et mars 2001, Phoenix a identifié 1 074 402 signaux parmi lesquels seulement 685 ont été détectés avec une signature Doppler différentielle appropriée mais n'ont pas pu être exploitées par la suite. Mais en mars 2004, les responsables du  projet annoncent qu'après avoir vérifié les 800 étoiles inscrites sur la liste du projet à l'aide des télescopes situés en Australie, aux États-Unis et à Porto Rico, qu'ils n'ont pas réussi à trouver la moindre preuve de signaux extra-terrestres. Le chef du projet Peter Backus a par ailleurs fait remarquer qu'ils avaient été forcés de conclure que "nous vivons dans un voisinage calme".